# مسار تصادمي
المسار التصادمي الذي يعرف أيضًا باسم التكتيك الانقضاضي كاميكازي هو مناورة متعمدة من قبل مشغل جسم متحرك (أو غالبًا في الخيال العلمي هو مركبة فضائية) للاصطدام مع جسم آخر. وهو مناورة متهورة لأنها غالبًا ما تعمل على إتلاف أو تدمير كلا الجسمين.

## الاستخدامات في التاريخ
- في اليونانية القديمة كانت ثلاثية المجاديف تدعم وتجهز بمدكات من البرونز حتى يمكنها الاصطدام بسفن العدو لإغراقها.
- الأدميرال نيلسون تكتيك مشابه للهجوم على الأسطول الفرنسي في ترافلجار لإرهاب القبطان هاردي، عندما أمر السفن البريطانية أن «تصطدم» (تحطم أو تتجه فقط نحو السفن).
- استخدم طيارو الكاميكازي من اليابان تكتيكات مسار الاصطدام لإتلاف السفن البحرية أو قاذفات القنابل الضخمة في أواخر أيام الحرب العالمية الثانية. وقد أدت هذه التكتيكات إلى بناء طائرة مخصصة للكاميكازي مثل طائرة من طراز أوهكا.

## الاستخدامات الخيالية
- في فيلم أبطال الفضاء (فيلم 2010) دكت السفينة سفينة العدو لتدميرها.
- في انتقام ستار تريك دكت المغامرة إي سيميتار.
- في ستار تريك: ديب سبيس ناين استخدم جيم هادر تكتيك انقضاض الكاميكازي لإيقاف السفن الفيدرالية الضخمة وخصوصًا سفينة الولايات المتحدة أوديسة (NCC-71832) حيث دُمر حوالي 47990 ستارديت.
- في سلسلة ستار تريك: الرحالة «سنة في الجحيم» استخدم القبطان القبطان جينواي رحالة سفن الولايات المتحدة لتدمير سفينة الأسلحة كرينم.
- في جيه جيه إعادة تشغيل أبرامس ستار تريك، صدم جورج كيرك سفينة الولايات المتحدة كلفن بنارادا من أجل هروب البارجة من التدمير من قبل الروميوليين. وقد صدمت سبوك أيضًا سفينة فولكان جيليفيش إلى نارادا من أجل تفجير المادة الحمراء الموجودة على متن السفينة.
- في غالاكسي كويست (محاكاة ساخرة لستار تريك) هاجم مدافع NSEA سفينة ساريس لسحب ألغام الفضاء، واختلاق هجوم انتحاري.
- في بابل 5 حلقة «أحلام منفصلة»، لحق تلف خطير جراء اصطدام سفينة تشرشل EAS بسفينة رونوك EAS الموالية ودُمر كليهما.
- في باتلستار غالكتيكا (مسلسل تلفزيوني2004) حلقة «الهجرة الجزء 2» اصطدمت باتلستار بيغاسوس ببيزستار.
- في مسلسل ستارغيت إس جي 1، صدمت سفن جافا هاتاك سفن أورى باتلكروسرز مرتين على الأقل، ولكنها لم تستطع هزيمة دروع أوري المتفوقة، مما أدى إلى تدمير هاتاكس فقط.
- في مسلسل ستارغيت أتلانتس، دمر سهمان من السهام منصة الأسلحة القديمة التي كانت على وشك أن تُستخدم لتدمير سفينة هايف ZPM المدارة بالطاقة.
- في مسلسل ستارغيت يونيفرس، عُدلت دروع دستني ليلحق بها أقل قدر من الضرر من أسلحة الطائرات دون طيار، ولكن الطائرات دون طيار استخدمت تكتيك انقضاض كاميكازي لاختراق دروع دستني وإلحاق الضرر بالسفينة.
- في فيلم حرب النجوم الجزء السادس: عودة الجيدايتحطم طيار ايه -وينج على جسر سوبر ستار المدمرة مما أدى إلى وقوع أضرار خطيرة بها.
- في فيلم يوم الاستقلال المعركة الجوية النهائي التي وقعت أعلى المنطقة 51، حطم الطيار راسيل كاسيه طائرته في قلب المركبة الفضائية التي دمرتها بدورها.
- في كلزون 2، بعد أن جرح العقيد جان تمبلر جرح قاتل، قام بإعادة برمجة سفينة القيادة نيو صن لترتطم بشبكة الدفاع هيلغان.